# 1922 год в Азербайджане
В этой статье приведены события, произошедшие в 1922 году в Азербайджане.

## Март
- 12 марта — Создание Закавказской Социалистической Федеративной Советской Республики

## Апрель
- 10 — 11 апреля — Пожар на нефтяных промыслах в Сураханах[азерб.]
- 10 апреля—19 мая — Участие представителей Азербайджана в Генуэзской конференции
- 13 апреля — Введение продналога
- 22 апреля — Создание Бакинской музыкальной академии

## Май
- 13 мая — Упразднён Народный Комиссариат иностранных дел Азербайджанской ССР
- Создан Закавказский почтово-телеграфный округ

## Июль
- 11 июля — Создание Генеральной Прокуратуры Азербайджанской ССР[1][2]

## Сентябрь
- 15 сентября—15 ноября — Первая бакинская ярмарка[азерб.]
- 21 сентября  — Начало издания газеты газеты «Yeni yol»[азерб.], первой газеты, начавшей выходить с латинской графикой

## Октябрь
- 5 октября — Открыт морской порт близ посёлка Лиман

## Декабрь
- 1—9 декабря — Суд над эсерами по обвинению в поджоге нефтяных промыслов в Сураханы[3]
- 13 декабря — Принята Конституция Закавказской СФСР
- 30 декабря — Вхождение в состав СССР в составе Закавказской Социалистической Федеративной Советской Республики

## В культуре
- Первое представление в Театре Тагиева после реставрации
- Начало выпуска журнала Молла Насреддин в Баку

## В спорте
- Первые атлетические соревнования в Азербайджане (Баку)[4]

## Родились
- 18 марта — Гейбулла Расулов[азерб.], драматург
- 3 апреля — Мамедали Гусейнов, археолог
- 13 апреля — Аида Абдуллаева, музыкант
- 5 мая — Аладдин Аббасов, актёр
- 15 мая — Рауф Гаджиев, композитор
- 19 мая — Джаббар Кулиев, художник
- 31 мая — Сара Гадимова, певица
- 26 июня  — Шафига Зейналлова[азерб.], архитектор
- 20 октября — Шовкет Алекперова, певица
- 22 ноября — Аббасзаде, Гусейн Аббас оглы, прозаик, поэт
- 22 ноября — Фикрет Амиров, композитор
- 24 ноября — Рахиля Джаббарова, оперная певица

## Умерли
- 22 января — Кенгерли, Бехруз Ширалибек оглы, художник